# فرانتس هافمایستر
فرانتس هافمایستر (انگلیسی: Franz Hofmeister; ۳۰ اوت ۱۸۵۰ – ۲۶ ژوئیهٔ ۱۹۲۲) شیمی‌دان، بیوشیمی‌دان، و استاد دانشگاه آلمانی الاصل بود. عمده شهرت وی به واسطه مطالعه بر روی ساختار پروتئین‌ها و پلی‌پپتید‌ها است.